# Benvenuto Cellini (opera)

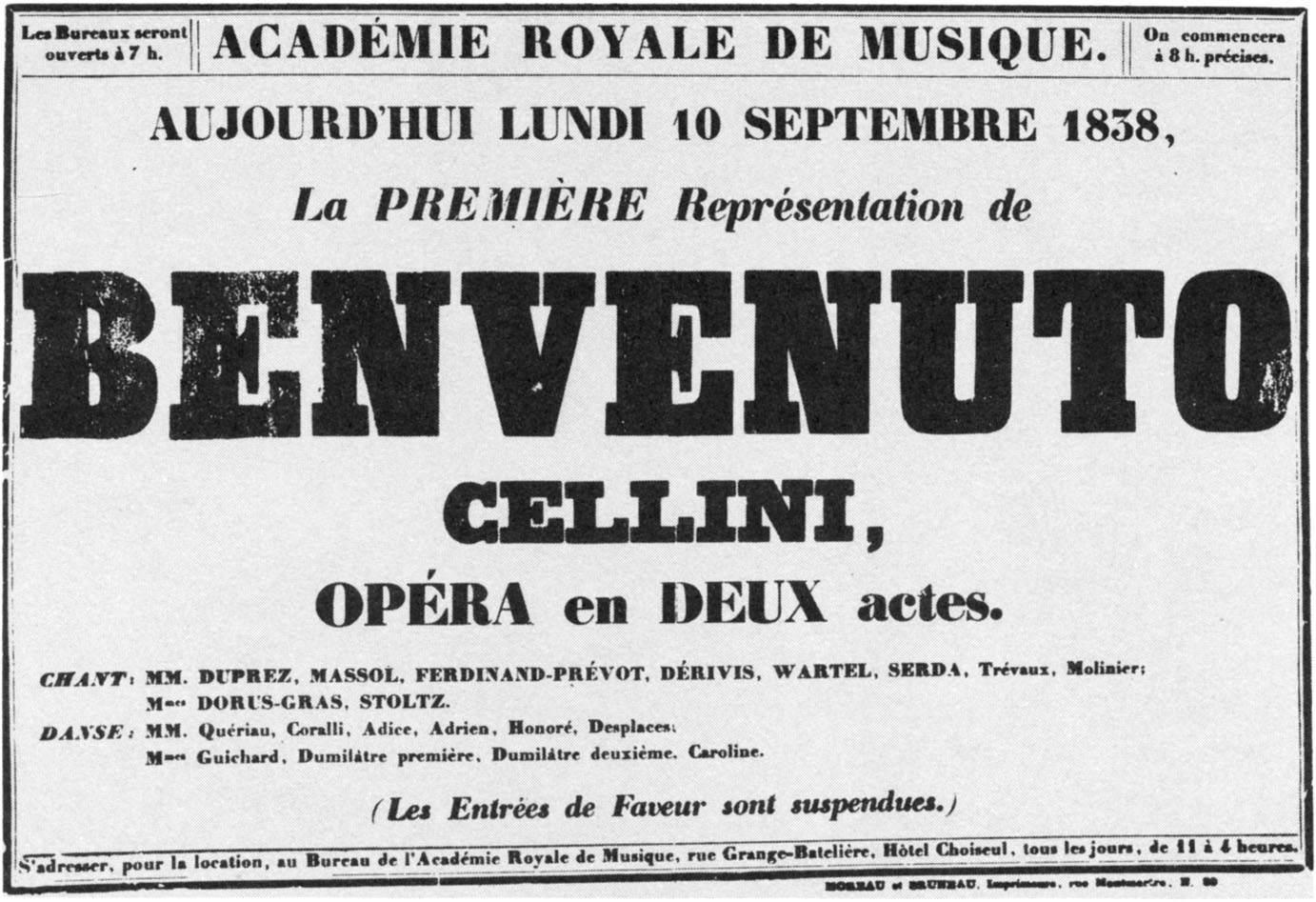
Affiche van de première

Benvenuto Cellini is een opera in twee bedrijven en vier tonelen van Hector Berlioz op een libretto van Léon de Wailly en Auguste Barbier, gebaseerd op de autobiografie van de edelsmid Benvenuto Cellini.
Benvenuto Cellini was de eerste volwaardige opera van Berlioz. De componist werkte er van 1834 tot 1838 aan, en de première vond plaats op 10 september 1838 in de Opera van Parijs.
Berlioz schreef met Benvenuto Cellini een uiterst onconventionele opera, die daardoor bij de première een grote flop bleek. Latere pogingen om de opera nieuw leven in te blazen waren weinig succesvol, hoewel de muziek heel levendig en kleurrijk is. Redenen daarvoor zijn het niet erg sterke libretto en de moeilijkheidsgraad van de muziek. In samenwerking met Franz Liszt maakte Berlioz in 1852 een kortere versie voor opvoering in Weimar.
De eerste scènische opvoering in Nederland had pas plaats in 1991 bij De Nederlandse Opera in Amsterdam.

## Rolverdeling
- Teresa, dochter van Balducci - sopraan
- Ascanio, leerling van Cellini - sopraan of mezzosopraan
- Benvenuto Cellini, edelsmid - tenor
- Giacomo Balducci, pauselijke schatbewaarder - bas
- Fieramosca, beeldhouwer in dienst van de paus - tenor of bariton
- Paus Clemens VII - bas
- Francesco, handwerker uit het atelier van Cellini - tenor
- Bernardino, handwerker uit het atelier van Cellini - bas
- Pompeo, ijzervreter - tenor
- Een kroegbaas - tenor

## Verhaal

### Eerste acte
Voor een enorm beeld van de Griekse held Perseus heeft Paus Clemens VII, tegen het advies van zijn schatbewaarder in, zijn gebruikelijke beeldhouwer, Fieramosca, gepasseerd en in plaats van hem zijn concurrent Benvenuto Cellini gevraagd. Al gauw blijkt dat deze het beeld niet af kan krijgen binnen de afgesproken tijd en er ontstaat een ruzie tussen hem en Fieramosca.
Als tijdens het Carneval de schatbewaarder zijn huis verlaat dringt Cellini binnen in om zijn dochter Teresa te vragen met hem te vluchten. Ze bedenken samen een plan om naar Florence te gaan en daar een nieuw leven te beginnen. Teresa zal met haar vader naar het theater gaan en door twee monniken worden aangesproken - dit zijn Cellini en zijn leerling Ascanio - en samen zullen zij vluchten. Fieramosca, die met Teresa verloofd was, luistert hun gesprek echter af en bedenkt een plan om dit te voorkomen: tijdens het toneel zal hij zich samen met zijn vriend Pompeo ook als monniken verkleden en Teresa met zich meenemen. Pompeo is er eventueel op voorbereid Cellini met zijn degen te doden.
Het plan loopt op een fiasco uit: tijdens het toneel raken Cellini en Ascanio in gevecht met Fieramosca en Pompeo, wat eindigt met de dood van de laatstgenoemde. Cellini wordt beschuldigd van moord en vlucht naar zijn atelier.

### Tweede acte
Teresa en Ascanio zijn ook naar het atelier gevlucht en ze besluiten terstond naar Florence te vluchten. Net voor ze de kans krijgen stormen de schatbewaarder en Ascanio binnen. Voor het weer op een gevecht uit kan lopen komt de paus binnen met zijn gevolg. Hij besluit Cellini voor moord te laten ophangen en de voltooiing van het beeld aan Fieramosca over te laten. Als Cellini dit hoort, wordt hij echter zo boos dat hij de gipsen mal kapot dreigt te gooien: als hij het beeld niet mag afmaken, dan niemand! Hij komt met de geschrokken paus tot een overeenkomst: als hij voor de volgende avond het beeld afrond mag hij met Teresa trouwen en zal hij niet vervolgd worden voor zijn misdaden. Als hij het werk echter niet op tijd af heeft, wordt hij opgehangen.
Cellini gaat hard aan de slag, maar raakt moedeloos, enkel dankzij de smeekbedes van Teresa zet hij zijn werk voort. Tegen de avond komt Fieramosca langs om hem uit te nodigen voor een duel. Cellini accepteert de uitnodiging en beiden vertrekken om hun twist achter de kerk uit te beslechten. Maar tijdens de afwezigheid van hun baas komen de arbeiders in opstand, genoeg hebbend van hun slecht betaalde arbeid. Tijdens Teresa's vergeefse pogingen hun aan het werk te krijgen komt tot overmaat van ramp Fieramosca alleen terug met de boodschap dat hij zijn rivaal in de liefde gedood heeft. Als Teresa alle hoop heeft verloren komt Cellini echter terug; het duel was alleen maar een smoes van Fieramosca om zijn werk te saboteren. Cellini dwingt hem en de schatbewaarder om te helpen bij de voltooiing van het beeld, maar het mag niet baten: als de paus 's avonds met zijn gevolg binnenkomt is het beeld wegens metaalgebrek nog niet af. Voordat zijn doodvonnis wordt uitgesproken krijgt Cellini echter een geniale inval: hij smelt al zijn andere beelden om en verkrijgt hiermee net de benodigde hoeveelheid metaal. Zijn misdaden worden hem vergeven en hij zingt samen met Teresa en zijn arbeiders een ode op de metaalbewerkers.

## Discografie
- Nicolai Gedda (Cellini), Eda-Pierre (Teresa), Bastin (Balducci), BBC Symphony Orchestra onder leiding van Colin Davis, Philips, 1972 (Parijse versie met wijzigingen)
- Kunde (Cellini), Ciofi (Teresa), Naouri (Balducci), Orchestre National de France onder leiding van John Nelson, Virgin, 2003 (Volledige Parijse versie)
- Gregory Kunde (Cellini),Laura Claycomb (Teresa),Darren Jeffrey (Balduccy), London symphony Orchestra onder leiding van Colin Davis, LSO Live 2008

Béatrice et Bénédict · Benvenuto Cellini · La damnation de Faust ·
Les Troyens